# セイン・カミュ
セイン・カミュ（英語: Thane Camus, 1970年11月27日 - ）は、日本を拠点に活動するアメリカ人のタレント、俳優。アメリカ合衆国ニューヨーク州出身。身長185cm、既婚。

## 略歴
フランス系アメリカ人の父と、イギリス人の母を持つ。大叔父にはノーベル文学賞を受賞したフランス人作家のアルベール・カミュがいる。
生後まもなく実父と別れ、実母は後に日本人男性と再婚。母と共に再婚相手の仕事の都合で、世界各国を転々とする。家庭の事情により、滞在先のアメリカンスクールではなく、現地のローカルスクールに入学することによって、少年時代までに数言語を覚えることとなった。日本語と英語を流暢に話し、フランス語も少々話せる。
6歳の時に来日し、教師や同級生などとの生活により日本語を覚える。神奈川県藤沢市で通っていた小学校には中居正広が在籍していた。横浜市のサンモール・インターナショナルスクールを卒業後は、ニューヨーク・ロングアイランドのホフストラ大学に入学。当時は結婚まで考えていた恋人に振られたショックで大学を中退し、「ホームシック」気味になって日本に戻った。エキストラやモデルとして活動した後にテレビ番組などへ出演し、以後はタレントとして活動するようになった。1991年の再来日の直後からNHK『やさしい英会話』のスキット（解説）に出演することでデビューを果たしているため、芸能界デビューはナインティナインやキャイ～ンと同期であると語る。
少年期に日本で育ったために、訛りがない流暢な日本語を話す。趣味趣向は日本の大衆文化に属するものが多く、アニメなど、日本のテレビ番組に詳しい。神奈川県湘南地域の方言も身につけている。
『森田一義アワー 笑っていいとも!』のクイズコーナーに一外国人として出演した際に、アニメなどに関するマニアックな知識を披露したことで注目されて、同コーナーのレギュラーとなった。
2002年に日本人女性と結婚。2003年2月に長男が誕生し、2005年12月に次男が誕生。2008年12月に長女が誕生し、3児の父親になった。
かつては、R&Aプロモーションに所属していたが、その後は同社を退籍。現在では友人たちとともに立ち上げたイクリプス・プロダクションに所属している。R&Aプロモーションからの脱退後はメディアへの露出が減少したが、講演や営業などで地道に活動を続け、現在ではナレーションやテレビ出演も再び行うようになった。
2015年から「Mr Coconut」という名でYouTuberとしても活動している。2016年10月以降は動画を作成していなかったが、2019年8月25日から活動を再開した。

### 事務所問題
2004年末、セインは当時所属していたR&Aプロモーションと出演料などをめぐって対立した。
2005年3月にR&Aプロモーションは、10年間の専属契約を交わしていたセインが、友人の設立した事務所に移籍したことで損害を受けたとして約9,887万円の損害賠償を求める訴訟を起こした。これに対し、セインはR&Aとの専属契約の解除は適法だと主張、R&Aがセインの営業活動を妨害したなどとして9,430万円の損害賠償を求め、反訴した。裁判は1審・2審ともにセインの勝訴で、2009年5月に和解が成立した。

## 人物
- 趣味はギザ十集め[3]。また、ウミガメのペンダントを愛用している。
- スキューバーダイビングの免許を持っている。
- 『ダウンタウンのガキの使いやあらへんで!!』に出演している「今夜が山田」（デビット・ホセイン：イラン人）は、セインの元マネージャーである。
- 父親が丹波哲郎と知り合いだったことから[要出典]、シンガポールに滞在していた10歳当時に『Gメン75』にエキストラ出演したことがある（第307回 「新Gメンの罠は金髪ヌード死体」[4]）。
- 剣道の経験があり、さんまのからくりTV内のコーナー「セインのファニエスト外語学院」で経験者を相手にしながらも一本勝ちしている。

## 主な出演

### 映画
- 死者の学園祭（2000年）
- 雪月花（2003年）
- しの（2003年）
- バッシュメント（2005年）
- クレヨンしんちゃん 伝説を呼ぶ 踊れ!アミーゴ! （2006年） - SRI隊長 役の声優を担当。
- 公安警察捜査官（2007年）
- The Ramen Girl （2009年） - ヒロインが日本で働く会社の同僚 役（ノンクレジット）
- 童貞放浪記（2009年）
- MOON DREAM ムーン・ドリーム（2013年）
- 絶狼-ZERO- -BLACK BLOOD-  (2014年)　リング 役

### テレビ番組
- 和風総本家（テレビ大阪）
- ぐるぐるナインティナイン（日本テレビ） - 「グルメチキンレース・ゴチになります!4」その他コーナーのレギュラーを担当。
- 汐留スタイル! （日本テレビ） - 木曜日の司会を担当。
- お金のソムリエ（テレビ東京）
- ウンナンの気分は上々（TBSテレビ）
- さんまのSUPERからくりTV （TBSテレビ）
- めちゃ2イケてるッ! （フジテレビ） - 「STAMP」「STAMP8」のナレーターを担当。
- もしもツアーズ（フジテレビ） - 放送開始から2005年3月放送分まで出演。
- ワイド!スクランブル（テレビ朝日）
- E!（テレビ朝日）
- TVチャンピオン2（テレビ東京）
- Channel-a （テレビ神奈川）
- MUSIC RA-TE （中京テレビ）
- Mラテ-G （中京テレビ）
- アンデュ（中京テレビ）
- みんなの挑戦物語（テレビ新広島）
- ラブ×デリ（BSジャパン）
- 英語の達人 Challenge The World （BS朝日） - 2007年10月放送分からの司会を担当。
- 大人の自由時間（BS11）
- エリアス ちいさなレスキューせん（2009年10月、BS日テレ） - クルーザー役の声優を担当。
- ヴァンガ道（2011年10月2日 - 2012年3月25日、テレビ東京） - 英語教師として主演。
- ヴァンガードTV2（2011年4月7日 - 2013年3月30日、BSジャパン） - 面白イングリッシュで主演。
- 7つの海を楽しもう!世界さまぁ〜リゾート（2013年4月7日 - 2023年3月26日、TBS） - ナレーター。
- J-Trip Plan（2019年 - 、NHKワールド JAPAN）
- ぼびバラ▽ボビーただいま反省中（2021年10月7日 - 、千葉テレビ）
- YOUは何しに日本へ?（テレビ東京）

### テレビドラマ
- 金曜ドラマシアター NASA〜未来から落ちてきた男〜（1991年8月23日、フジテレビ）
- 超光戦士シャンゼリオン（1996年、テレビ東京） - 第10話「サバじゃねぇ!」に通訳役で出演。
- 板橋マダムス（1998年、フジテレビ） - 花園マイケル 役
- 天国に一番近い男 炎の命がけスペシャル（1999年9月24日、TBS） - レオナルド・リック 役
- 連続テレビ小説 さくら（2002年、NHK総合）- ロバート・ホフマン 役
- ドラマW 神様からひと言（2006年12月、WOWOW）
- 連続テレビ小説 どんど晴れ（2007年、NHK）
- CHANGE（2008年、フジテレビ） - 第5話に出演。
- のだめカンタービレ in ヨーロッパ（2008年1月5日、フジテレビ） - アナリーゼの先生 役
- 牙狼-GARO- -魔戒ノ花- 第5話（2014年、テレビ東京） - ルーク 役
- 仮面ライダーゴースト（2016年、テレビ朝日） - スティーブ・ビルズ 役
- 4号警備 第1話（2017年、NHK総合） - バートランド 役
- 大河ドラマ 西郷どん（2018年、NHK総合） - ハリー・パークス 役
- 科捜研の女（2019年、テレビ朝日） ‐ アラン・フリードマン
- 二つの祖国（2019年、テレビ東京） - ムーラー 役

### ラジオ番組
- 大沢悠里のゆうゆうワイド内 セイン・カミュのゆうゆうお昼のスーパートーク（TBSラジオ）
- MUSIC RA-TE（ZIP-FM）
- Mラテ-G（ZIP-FM）
- セイン・カミュ Smoke Free Cafe（TBSラジオ）
- Honda SWEET MISSION（TOKYO FM）
- Café de CAMUS（TBSラジオ）
- 國府田マリ子のGM（ラジオ大阪他）- タイトルコール、コーナーナレーション等。

### CM
- メガドライブ用ソフト ストリートファイターII ダッシュプラス（カプコン） - バルログ役で出演（顔のみ）。CMデビュー作。
- ルナール、エルフローレ（1994年 - 1996年、ブルボン）
- IDO - 常盤貴子が演じた白雪姫の相手の王子役で出演。
- むじんくん（アコム）（1996年 - ？） - チャント星人のムチャ役で出演。
- ライフカード カードの切り方が人生だ 転機到来編、-その後のオダギリ- 転機編（ライフ） - オダギリジョーをヘットハンティングしに来た外国人ビジネスマン役で出演。
- パーラードーム（北海道ローカルCM）- ボビー・オロゴン、ランディ・マッスルらと共演。
- おもちインサイダーセット（アオキーズ・ピザ、名古屋ローカルCM）
- ゾービーズ（2009年、ショップジャパン）
- カップヌードル（2010年、日清食品）
- 英語教材エブリデイイングリッシュ（エブリデイ出版）
- 揚げだしチキン（2013年、日本ケンタッキー・フライド・チキン）

### 舞台
- *pnish* vol.11 マハラジャモード（2009年）- 初舞台、主人公シヴァの兄ヴィシュヌ役で出演
- 桃色書店へようこそ （2010年4月10日 - 18日、池袋シアターグリーン ビックツリーシアター） - ハチヤ社長役

### ゲーム
- マザーグースの秘密の館/2作品 (2011年) - 英語朗読(男性ボイス)

### その他
- ホロスコープ (中川翔子) - ミュージック・ビデオに宇宙人役で出演 (2012年)[5]
- 宇宙でプロポーズ(中川翔子) - ミュージック・ビデオに恋人役で出演 (2012年)
- コナミデジタルエンタテインメント（現在は、コナミアミューズメント）の大型マスメダルプッシャーゲーム「FORTUNE TRINITY」の男性キャラクターのナレーションをしている。[6]

## 出版・著書
- セイン・カミュのすぐ使える旅の英会話 (主婦と生活社)
- セイン・カミュのENGLISH PLEASE (日本文芸社)
- セイン・カミュのなぜ英語が苦手なの？ (日本文芸社)
- セイン・カミュとまゆげ犬のペラペラ英会話 (廣済堂出版)
- ザ・イクメン! (2010年9月28日、三省堂)
- 英語でブログを書いてみよう（2018年4月25日）小松アテナと共著 (技術評論社)

## 音楽

### シングル
- ドッキンNightにラララDance （歌：SPACE ALL STARS、アコム・むじんくんCMイメージソング） - オリコン51位。
- ゴキゲンDodai （歌：SPACE ALL STARS）
- ハトマメ 〜Say Hello To The World.〜（歌：The Students（セイン、ボビー、アドゴニー、アミール）、作詞・作曲：槇原敬之） - オリコン46位。
- カントリーロード（歌：もしツアオールスターズ、日本語詞：松井五郎）

### アルバム
- Star Ship （歌：SPACE ALL STARS）